# Piątek 13
Piątek 13 – album studyjny duetu Fisz Emade. Ukazał się 13 października 2006 nakładem wytwórni Asfalt Records.
Nagrania dotarły do 8. miejsca listy OLiS. W 2006 roku album został wyróżniony nagrodą polskiego przemysłu fonograficznego „Fryderykiem” w kategorii „najlepszy album hip-hop/R&B”.
Pochodząca z albumu piosenka „Jesteście gotowi?” znalazła się na liście 120 najważniejszych polskich utworów hip-hopowych według serwisu T-Mobile Music.

## Lista utworów
Opracowano na podstawie źródła.
1. „Bla bla bla numer dwa”
2. „Goryl”
3. „Nielegalny towar”
4. „Serce”
5. „Skit 1”
6. „Jesteście gotowi?”
7. „Imitacje”
8. „Nie bo nie”
9. „Skit 2”
10. „Sponsor”
11. „Pan mruk”
12. „Bestseller”
13. „Krew”
14. „Plastik” (gościnnie O.S.T.R.)